# Omotica
Omótica je stanje nejasnega zavedanja z občutkom telesne slabosti. Gre za pogost simptom, ki lahko ima različne vzroke. Bolniki subjektivno uporabljajo izraz omotica oziroma omotičnost za občutenje prave vrtoglavice, negotovosti v določenem telesnem položaju ali med hojo, za občutek »prazne« oziroma »lahke« glave, omedlevico itd. V preteklosti so izraz omotica uporabljali kot krovni izraz, ki je zajemal tudi vrtoglavico, presinkopo in občutek neravnotežja ter nestabilnosti pri hoji, vendar se danes obravnava omotica ločeno. Medtem ko je vrtoglavica občutek dejanskega vrtenja (občutek, da se predmeti vrtijo okoli človeka ali pa da se človek sam vrti), je omotica moten občutek prostorske orientacije oziroma moteno zavedanje, kje v prostoru se človek nahaja in z občutenjem neravnotežja.

## Vzroki
Omotica je lahko posledica različnih vzrokov, in sicer jo lahko povzročajo (poleg vzrokov za vrtoglavico):
- psihogeni vzroki: depresija, tesnobnost, prilagoditvena motnja, panična motnja,
- internistične bolezni: hipoglikemija in hiperglikemija, hipertiroza, elektrolitske motnje, slabokrvnost, ortostatske motnje, motnje srčnega ritma,
- neželeni učinki in součinkovanja različnih zdravil, kar je pogosto zlasti pri starostnikih, ki hkrati uporabljajo številna zdravila,
- akutne virusne in bakterijske okužbe,
- izsušitev,
- cervikalni vzrok.